# Günther Anders
Günther Anders, pseudônimo de Günther Siegmund Stern (Breslau, atual Wrocław, 12 de julho de 1902 – Viena, 17 de dezembro de 1992), foi um filósofo, ensaísta e jornalista alemão, de origem judaica.

## Vida
Günther Anders nasceu Günther Siegmund Stern, em Breslau, no dia 12 de julho de 1902. Teve uma infância despreocupada, junto com suas duas irmãs, Hilde (1900-1962) e Eva (1904-1992). A vida das crianças Stern foi minuciosamente documentada a serviço da pesquisa pioneira de seus pais, os psicólogos William e Clara Stern (nascida Joseephy). O diário em que William e Clara Stern registraram o desenvolvimento de seus filhos foi a base para The Psychology of Early Childhood, up to the 6th Year of Age, um estudo clássico em psicologia do desenvolvimento (publicado pela primeira vez em 1914).
A família mudou-se  para Hamburgo em 1915, depois que William Stern foi nomeado professor na Universidade de Hamburgo. Ele viria a ser diretor do Instituto de Psicologia e do Instituto de Filosofia, deste último, junto com o cofundador da universidade, Ernst Cassirer. Depois de completar o ensino médio, em 1920, Günther Stern inicia seus estudos de arte, história e filosofia na Universidade de Hamburgo. Entre seus professores, estavam Erwin Panofsky, Albert Görland, Ernst Cassirer (que era amigo de sua família) e seu próprio pai.
No outono de 1921, foi para Freiburg e lá continuou seus estudos lá. Ele também estudou em Munique (com Heinrich Wölfflin e Moritz Geiger, um aluno de Husserl) e em Berlim, onde teve aulas com Eduard Spranger, Wolfgang Köhler e Max Wertheimer (fundadores da Psicologia da |Psicologia da Gestalt) e com o historiador de arte Adolph Goldschmidt. Em Berlim, ele também conheceu seu grande amigo, Hans Jonas.
De volta a Freiburg, estudou com o filósofo Martin Heidegger na Universidade de Freiburg. Como muitos de seus contemporâneos, Stern foi capturado pelo “feitiço demoníaco” de Heidegger, pelo menos por algum tempo. Em 1923, obteve seu doutorado em filosofia, com uma tese sobre fenomenologia, sob a orientação de  Edmund Husserl. Após concluir seus estudos, viveu por vários anos de palestras filosóficas ensaísticas, trabalhos jornalísticos e de ficção para revistas especializadas, estações de rádio e jornais de Paris a Berlim.
Enquanto trabalhava como jornalista em Berlim, trabalhando para o Berliner Börsen-Courier, ele mudou seu nom de plume para "Günther Anders" (Anders significa 'outro' ou 'diferente'), que viria a se tornar seu nome oficial. Segundo a literatura, há mais de uma razão dada para que ele tenha mudado seu nome. A primeira é que o editor do jornal não queria ter muitos nomes que soassem como judeus em seu jornal. A outra era que seu sobrenome poderia ligá-lo a seus pais, que eram bem conhecidos.
Günther Anders era primo de Walter Benjamin e foi colega de Hannah Arendt, com quem foi casado entre 1929 e 1936. Entre  1945 e 1955, foi casado com a escritora austríaca Elisabeth Freundlich e, a partir de 1957, com a pianista norte-americana Charlotte Lois Zelka.
No Brasil, Anders é mais conhecido por seu ensaio Kafka: Pró & Contra (1946), no qual reavalia a importância de Franz Kafka no contexto imediatamente posterior à Segunda Guerra Mundial, quando a obra do escritor tcheco corria o risco de ser mal compreendida ou reduzida a interpretações simplistas. O ensaio — um clássico da crítica literária — foi publicado no Brasil em 1968, por sugestão de Anatol Rosenfeld ao tradutor Modesto Carone, que a partir de então deu início à sua série de traduções da obra de Kafka para o português. O ensaio foi retraduzido, pelo mesmo tradutor, em 2007.
De sua obra filosófica, merece destaque Die Antiquiertheit des Menschen ('A Obsolescência do Homem'), seu livro mais notável, no qual expõe uma crítica à padronização do mundo na era da comunicação de massa e manifesta o trauma humano experimentado com os bombardeamentos de Hiroshima e Nagasaki. Anders argumenta contra a neutralidade da técnica e foi um dos primeiros pensadores a abordar os meios de comunicação de massa (especialmente o rádio e a televisão) como um problema filosófico.
Por algum tempo, Günther Anders ligou-se ao grupo da Escola de Frankfurt, do qual emergiu uma corrente de pensamento geralmente considerada como fundadora ou paradigmática da filosofia social ou teoria crítica.

## Trabalhos publicados

### Prosa
- Der Blick vom Turm. Fabeln. Mit 12 Abbildungen von A. Paul Weber. C. H. Beck, München 1968, ISBN 3-406-00336-2.
- Kosmologische Humoreske. Erzählungen. Suhrkamp st 432, Frankfurt am Main 1978, ISBN 3-518-36932-6.
  - Zweite, textidentische Auflage unter: Erzählungen. Fröhliche Philosophie. Suhrkamp st 432, Frankfurt am Main 1987, ISBN wie oben.
- Mariechen. Eine Gutenachtgeschichte für Liebende, Philosophen und Angehörige anderer Berufsgruppen. C. H. Beck, München 1987, ISBN 3-406-37403-4.
- Die molussische Katakombe. Roman. C. H. Beck, München 1992, ISBN 3-406-36473-X. Segunda edição, ampliada, com apócrifos e documentos do espólio. Editado e com um novo epílogo, por Gerhard Oberschlick. C. H. Beck, München 2012, ISBN 978-3-406-60024-1.

### Diários e recordações
- Der Mann auf der Brücke. Tagebuch aus Hiroshima und Nagasaki. C. H. Beck, München 1959.
- Die Schrift an der Wand. Tagebücher 1941–1966. C. H. Beck, München 1967.
- Besuch im Hades. 1. Auschwitz und Breslau 1966. 2. Nach „ Holocaust“ 1979. C. H. Beck, München 1979. ISBN 3-406-41744-2
- Ketzereien. C.H. Beck, München, 1982. ISBN 3-406-39265-2.
- Lieben gestern. Notizen zur Geschichte des Fühlens. C. H. Beck, München 1986. ISBN 3-406-42477-5.

### Correspondência e discussões
- Robert Jungk (ed.): Off limits für das Gewissen. Der Briefwechsel zwischen dem Hiroshima-Piloten Claude Eatherly und Günther Anders. Einleitung: Robert Jungk, Vorwort: Bertrand Russell, Rowohlt, Reinbek 1961
- Bert Brecht. Gespräche und Erinnerungen. Arche, Zürich 1962. Wieder in: Mensch ohne Welt
- Wir Eichmannsöhne. Offener Brief an Klaus Eichmann. C. H. Beck, München 1964
- „Wenn ich verzweifelt bin, was geht’s mich an?“ In: Mathias Greffrath (org.): Die Zerstörung einer Zukunft. Gespräche mit emigrierten Sozialwissenschaftlern. Rowohlt, Reinbek 1979. ISBN 3-499-25123-X; Campus, Frankfurt am Main/New York 1989. ISBN 3-593-34076-3. Wieder in: Elke Schubert (1987), S. 19–53.
- Elke Schubert (Hrsg.): Günther Anders antwortet. Interviews & Erklärungen. Mit einer Einleitung von Hans-Martin Lohmann. Tiamat, Berlin 1987. ISBN 3-923118-11-2.
- Die Kirschenschlacht. Dialoge mit Hannah Arendt. Mit einem Essay von Christian Dries: Günther Anders und Hannah Arendt – eine Beziehungsskizze. Org.: Gerhard Oberschlick, C. H. Beck, München 2011. ISBN 978-3-406-63278-5.
- Hannah Arendt–Günther Anders. Schreib doch mal hard facts über Dich. Briefe 1939 bis 1975, Texte und Dokumente. Hrsg. Kerstin Putz, C. H. Beck, München 2016, ISBN 978-3-406-69910-8.
- Löwith-Besprechung und Korrespondenzen von Günther Anders, Leo Löwenthal, Karl Löwith sowie von diesem: Marx´ Erklärung des Christentums als einer verkehrten Welt aus seinem von Anders besprochenen Buch Von Hegel bis Nietzsche und Mike Rottmann: "Über den Erdball getrieben..., hellhöriger als andere." In: sans phrase, ed. 13, outono de 2018; ça ira (Freiburg) 2018, S. 98–147. ISSN 2194-8860, ISBN 978-3-86259-913-4.

### Escritos filosóficos e políticos
- Die Rolle der Situationskategorie bei den logischen Sätzen. Erster Teil einer Untersuchung über die Rolle der Situationskategorie. Phil. Diss., Universität Freiburg, 1924
- Über das Haben. Sieben Kapitel zur Ontologie der Erkenntnis. Cohen, Bonn 1928.
- Kafka: Pro und Contra. Die Prozeß-Unterlagen. C. H. Beck, München 1951.
- Die Antiquiertheit des Menschen. Band I: Über die Seele im Zeitalter der zweiten industriellen Revolution. C. H. Beck, München 1956, ISBN 3-406-47644-9; 7. Auflage ebenda 1987
  - 4., [erstmalig:] durchgesehene Auflage, C. H. Beck Paperback, München 2018, ISBN 978-3-406-72316-2. [Paginierung von den bisherigen Ausgaben abweichend.]
- George Grosz. Arche, Zürich, 1961.
- Philosophische Stenogramme. C. H. Beck, München 1965, ISBN 3-406-37231-7.
- Die Toten. Rede über die drei Weltkriege. Pahl-Rugenstein, Köln 1966.
- Nürnberg und Vietnam. Synoptisches Mosaik. Voltaire Flugschrift 6, Voltaire-Verlag, Berlin 1967.
- Visit beautiful Vietnam. ABC der Aggressionen heute. Pahl-Rugenstein, Köln 1968.
- Der Blick vom Mond. Reflexionen über Weltraumflüge. C. H. Beck, München 1970, ISBN 3-406-37446-8.
- Eskalation des Verbrechens. Aus einem ABC der amerikanischen Aggression gegen Vietnam. Union, Berlin 1971.
- Endzeit und Zeitenende. Gedanken über die atomare Situation. C. H. Beck, München 1972.
- Die Antiquiertheit des Menschen. Band II: Über die Zerstörung des Lebens im Zeitalter der dritten industriellen Revolution. C. H. Beck, München 1980, ISBN 3-406-47645-7.
  - 4., [erstmalig:] durchgesehene Auflage, C. H. Beck Paperback, München 2018, ISBN 978-3-406-72317-9. [Paginierung von den bisherigen Ausgaben abweichend.]
- Horst-Eberhard Richter, Günther Anders, Hans-Jürgen Wirth: Nach Tschernobyl – regiert wieder das Vergessen? Zeitschrift Psychosozial (Schwerpunktthema), Band 29, Weinheim 1986 (Beltz), ISBN 3-930096-01-3.
- Die atomare Drohung. Radikale Überlegungen. [Fünfte, durch ein Vorwort erweiterte Auflage von Endzeit und Zeitenende] C. H. Beck, München 1981, ISBN 3-406-49449-8.
- Mensch ohne Welt. Schriften zur Kunst und Literatur. [Über Döblin, Kafka, Brecht, Heartfield, Broch und Grosz. Mit einer Einleitung, 13 Abbildungen graphischer Arbeiten und einem Liedtext des Verfassers] C. H. Beck, München 1984, ²1993 (Beck'sche Reihe 1011), ISBN 3-406-37401-8.
- Manfred Bissinger (org.): Gewalt – ja oder nein. Eine notwendige Diskussion. Knaur TB 3893, 1987, ISBN 3-426-03893-5.
- Alfred J. Noll (org.): Ungehorsam gegen den Staat. Von Henry David Thoreau, Günther Anders und Alfred J. Noll; mit Tonkassette: Helmut Qualtinger liest Henry David Thoreau. ISBN 3-7046-0174-8.
- Die Welt als Phantom und Matrize. Philosophische Betrachtungen über Rundfunk und Fernsehen. Novalis, Schaffhausen 1990.
- Über philosophische Diktion und das Problem der Popularisierung. Wallstein, Göttingen 1992, ISBN 3-89244-042-5.
- Gerhard Oberschlick (org.): Obdachlose Skulptur. Über Rodin. Übersetzer: Werner Reimann, C. H. Beck, München 1994, ISBN 3-406-37450-6.
  - 2. Texto completo e ilustrações da edição esgotada na edição da internet da revista FORVM.
- Gerhard Oberschlick (Hrsg.): Über Heidegger. Übersetzer: Werner Reimann, Nachwort: Dieter Thomä, C. H. Beck, München 2001, ISBN 3-406-48259-7.
- Reinhard Ellensohn (Hrsg.): Musikphilosophische Schriften. Texte und Dokumente. C. H. Beck, München 2017, ISBN 978-3-406-70661-5.
- Christian Dries (Hrsg.) unter Mitwirkung von Henrike Gätjens: Die Weltfremdheit des Menschen. Schriften zur philosophischen Anthropologie. C. H. Beck, München 2018, ISBN 978-3-406-72697-2.
- Reinhard Ellensohn und Kerstin Putz (Hrsg.): Schriften zu Kunst und Film. C. H. Beck, München 2020, ISBN 978-3-406-74771-7.

### Artigos
- Über die sogenannte Seinsverbundenheit des Bewußtseins. In: Archiv für Sozialwissenschaft und Sozialpolitik 1930
- Une interprétation de l’aposteriori. In: Recherches Philosophiques 1935
- Pathologie de la liberté. In: Recherches Philosophiques 1936
- Über Broch. Der Tod des Vergil und die Diagnose seiner Krankheit. In: Austro-American Tribune 1945
- Nihilismus und Existenz. In: Neue Rundschau (Stockholm) 1946
- On the Pseudo-Concreteness of Heidegger’s Philosophy. In: Philosophy and Phenomenological Research Vol. 3/48 1948
- Reflections on the H-Bomb. In: Dissent 1956
- Vietnam und kein Ende. In: Das Argument (Berlin) 1967
- Tote zum Frühstück. Zur Psychopathologie der Massenmedien und ihrer Konsumenten am Beispiel der Berichterstattung über Vietnam. In: FORVM 1970
- Die Konsequenzen der Konsequenzen. Jedes Kraftwerk ist eine Bombe. In: FORVM 1977
- Die Annahme Ihres Gryphius-Preises kann natürlich nicht in Frage kommen. Günther Anders’ Ablehnungsbescheid. In: Frankfurter Rundschau, 1985
- Warum ich nicht mit Ernst Jünger gemeinsam in einer Zeitschrift erscheinen will. In: Die Zeit 1985
- Die Atomkraft ist die Auslöschung der Zukunft. In: Psychologie heute 1986
- Über Rilke und die deutsche Ideologie (Aus dem Nachlass). In: sans phrase Heft 7, Herbst 2015; ça ira (Freiburg) 2015, S. 109. ISSN 2194-8860
- Über die Esoterik der philosophischen Sprache. Sexta impressão (revisada) e três primeiras publicações provenientes do espólio: Nach dem Vortrag. Fortsetzung des Dialogs über Esoterik, Adorno-Gespräch e Letzter Nachtspruch. Com materiais e contribuições de Konrad Paul Liessmann: Hot Potatos na correspondência entre Anders e Adorno, e Gerhard Oberschlick: Editorische Bemerkungen. In: sans phrase ed, 10, Primavera de 2015; ça ira (Freiburg) 2017, S. 98. ISSN 2194-8860
- Zehn Thesen zur Erziehung heute (do espólio: escrito em 1947). In: Zwischenwelt. Zeitschrift für Kultur des Exils und des Widerstands. Ano 35. nº 1–2, Junho de 2018, S. 42. ISSN 1606-4321.
- Teses para a Era Atômica. Sopro, 87.

### Traduções
- Riwe Kwiatowski, Gebet einer Ghettojüdin. In: Aufbau, 1946
- Seán O’Casey, Der Preispokal. In: Frankfurter Hefte, 1953
- Sean O’Casey, Des Bischofs Freudenfeuer. Ein trauriges Stück im Polkatakt. Dramen der Zeit Volume 18. Lechte, Emsdetten, 1956.

Obs. - As traduções de Sean O’Casey foram feitas juntamente com Elisabeth Freundlich.

### Volumes
- Hiroshima ist überall. C. H. Beck, München, 1982 ISBN 3-406-39212-1.
- Das Günther Anders Lesebuch (org: Bernhard Lassahn). Diogenes, Zürich 1984, ISBN 3-257-21232-1; Neuauflage: Die Zerstörung unserer Zukunft. Ein Lesebuch. Diogenes, Zürich 2011, ISBN 978-3-257-24166-2.
- Tagebücher und Gedichte. C. H. Beck, München 1985, ISBN 3-406-30875-9.
- Übertreibungen in Richtung Wahrheit. Stenogramme, Glossen, Aphorismen. Organização e prefácio de Ludger Lütkehaus. C. H. Beck, Munique 2002.. C. H. Beck, München 2002.
- Tagesnotizen. Aufzeichnungen 1941–1979. Seleção e epílogo por Volker Hage. Suhrkamp, Frankfurt am Main 2006.